# أنديرس نيستروم
أنديرس نيستروم (بالسويدية: Anders Nyström)‏ هو ممثل سويدي، ولد في 8 فبراير 1933 في السويد.

## وصلات خارجية
- أنديرس نيستروم على موقع IMDb (الإنجليزية)
- أنديرس نيستروم على موقع قاعدة بيانات الأفلام السويدية (السويدية)
- أنديرس نيستروم على موقع قاعدة بيانات الفيلم (الإنجليزية)